# Banovići
För andra betydelser, se Banovići (olika betydelser).
Banovići (serbiska: Бановићи) är en ort i Bosnien och Hercegovina. Den ligger i den centrala delen av landet, 60 kilometer norr om huvudstaden Sarajevo. Antalet invånare är 7 211.